# أل سميث (لاعب هوكي جليد)
أل سميث هو لاعب هوكي جليد كندي، ولد في 10 نوفمبر 1945 في تورونتو في كندا، وتوفي في 7 أغسطس 2002.

## وصلات خارجية
- ألان سميث على موقع دوري الهوكي الوطني (الإنجليزية)
- ألان سميث على موقع EliteProspects.com (الإنجليزية)
- ألان سميث على موقع HockeyDB.com (الإنجليزية)
- ألان سميث على موقع Hockey-Reference.com (الإنجليزية)